# Oxyopes sinaiticus
Espèce
Oxyopes sinaiticus est une espèce d'araignées aranéomorphes de la famille des Oxyopidae.

## Distribution
Cette espèce est endémique d'Égypte.

## Étymologie
Son nom d'espèce lui a été donné en référence au lieu de sa découverte, le Sinaï.

## Publication originale
- Levy, 1999 : The lynx and nursery-web spider families in Israel (Araneae, Oxyopidae and Pisauridae). Zoosystema, vol. 21, no 1, p. 29-64.